# Давид Драгојевић
Давид Драгојевић (Ветерник, Нови Сад, 7. септембра 1988) српски је фудбалер који  наступа за Пролетер 1951.

## Каријера
Драгојевић је своју фудбалску каријеру започео као аматер, у нижелигашком степену такмичења, где је био члан Обилића из Змајева. Такође, као члан тог клуба, једну полусезону наступао је за Металац Аско Видак из Футога. Нешто касније, Драгојевић је током сезоне 2011/12. у Српској лиги Војводине играо за Ветерник.
Драгојевић је пред почетак сезоне 2012/13. у Првој лига Србије приступио новосадском Пролетеру. За клуб је током исте забележио 21 такмичарски наступ, од чега један на утакмици шеснаестине финала Купа Србије, против екипе Партизана. Такође, током наредне сезоне, Драгојевић је најчешће имао статус резервисте, а поред 10 лигашких утакмица, забележио је и наступ у првом кругу Купа Србије, против Црвене звезде. Драгојевић је први део такмичарске 2014/15. пропустио због повреде, након чега се вратио у тренажни процес и у наставку сезоне наступио на 7 сусрета. Драгојевић је до краја календарске 2015. одиграо још 10 утакмица у првом делу такмичарске 2015/16. у Првој лиги Србије, те Куп сусрет против Јагодине, а током зимске паузе напустио је клуб и отишао у Сједињене Америчке Државе. По повратку у Србију окончао је фудбалску каријеру, те је касније учествовао у више ријалити емисија. Аматерској екипи Пролетера, којој је претходила фузија са тимом Новог Сада, поново је приступио у августу 2022.

## Статистика

### Клупска
| Клуб              | Сезона   | Лига             | Лига    | Лига   | Национални куп | Национални куп | Европа  | Европа | Остало  | Остало | Укупно  | Укупно |
| Клуб              | Сезона   | Дивизија         | Наступа | Голова | Наступа        | Голова         | Наступа | Голова | Наступа | Голова | Наступа | Голова |
| ----------------- | -------- | ---------------- | ------- | ------ | -------------- | -------------- | ------- | ------ | ------- | ------ | ------- | ------ |
| Пролетер Нови Сад | 2012/13. | Прва лига Србије | 20      | 0      | 1              | 0              | —       | —      | —       | —      | 21      | 0      |
| Пролетер Нови Сад | 2013/14. | Прва лига Србије | 11      | 0      | 1              | 0              | —       | —      | —       | —      | 12      | 0      |
| Пролетер Нови Сад | 2014/15. | Прва лига Србије | 7       | 0      | 0              | 0              | —       | —      | —       | —      | 7       | 0      |
| Пролетер Нови Сад | 2015/16. | Прва лига Србије | 10      | 0      | 1              | 0              | —       | —      | —       | —      | 11      | 0      |
| Пролетер Нови Сад | Укупно   | Укупно           | 48      | 0      | 3              | 0              | —       | —      | —       | —      | 51      | 0      |

## Трофеји и награде

### Екипно
Обилић Змајево
- ПФЛ Нови Сад: 2009/10.[3][15]